# Bernhard Gruber
Pour les articles homonymes, voir Gruber.
Bernhard Gruber, né le 12 août 1982 à Schwarzach im Pongau (Salzbourg), est un coureur autrichien du combiné nordique. Quatre fois médaillé olympique, il devient en 2015 le seul champion du monde autrichien en individuel et en 2019 le plus vieux vainqueur d'une course en Coupe du monde.

## Biographie

### Carrière
Pour ses débuts internationaux en 2000, il est médaillé de bronze aux Championnats du monde junior par équipes. 
Il est notamment trois fois médaillé olympique : il remporte l'or dans l'épreuve par équipes et le bronze en individuel sur grand tremplin en 2010 (juste derrière les Américains Bill Demong et Johnny Spillane), le bronze dans l'épreuve par équipes en 2014, où il est aussi cinquième sur le petit tremplin et la même récompense quatre ans plus tard à Pyeongchang, avec Wilhelm Denifl, Lukas Klapfer et Mario Seidl. Double champion du monde par équipes en 2011 à Oslo, il est médaillé d'argent en 2013 à Val di Fiemme en individuel sur grand tremplin derrière Eric Frenzel et lors du sprint par équipes avec Wilhelm Denifl. En 2015 à Falun, il devient le premier champion du monde autrichien de combiné sur une épreuve individuelle, après avoir lâché son concurrent sur la piste François Braud dans le final. Deux ans plus tard, il est encore médaillé, de bronze sur l'épreuve par équipes. 
Aux Championnats du monde 2019 à Seefeld en Autriche, il réalise son meilleur total de médaille sur une compétition avec deux médailles de bronze en épreuves par équipes et une médaille d'argent sur le Gundersen en petit tremplin, où il prend la médaille d'argent en soufflant dans le final Akito Watabe.
Il fait ses débuts en Coupe du monde en janvier 2003, marque ses premiers points à sa deuxième course à Ramsau (26e) et atteint son premier top 10 en 2006. C'est lors de la saison 2007-2008 qu'il commence à agrandir son palmarès, puisqu'il connaît son premier podium dès la deuxième manche, un sprint à Trondheim avant de gagner deux courses en fin de saison à Zakopane puis à Holmenkollen. Il renoue avec la victoire en 2012 où il s'impose à Liberec et termine quatrième du classement de Coupe du monde. Il obtient le même classement en 2013 et une victoire à Sotchi, pour l'épreuve pré-olympique.
Après une saison moins prolifique (0 podium) en 2014, il fait son retour parmi les meilleurs lors de la saison suivante, où il gagne à Val di Fiemme, lieu même où il gagne de nouveau en 2016.
En 2019, il décroche sa septième victoire individuelle en Coupe du monde à Schonach au sprint devant Lukas Greiderer pour devenir le plus vieux vainqueur d'une épreuve à près de 37 ans, record alors ici détenu par Christoph Bieler.
En 2020, il doit faire une pause dans sa carrière en raison de problèmes cardiaques. Il revient à la compétition en début d'année 2021 et il doit de nouveau s'arrêter en raison de nouveaux problèmes cardiaques. Quelques semaines, il annonce sa retraite sportive.

### Vie personnelle
Guitariste amateur, il arbore sur son casque, lors des épreuves de saut, l'image d'une guitare Gibson Flying V, qui évoque tout à la fois son instrument et la position en V du sauteur à ski.

## Palmarès

### Jeux olympiques d'hiver
| Épreuve / Édition   | Individuel     | Individuel     | Par équipes Grand tremplin |
| Épreuve / Édition   | Petit tremplin | Grand tremplin | Par équipes Grand tremplin |
| JO 2010 Vancouver   | Bronze         | -              | Or                         |
| JO 2014 Sotchi      | 5e             | -              | Bronze                     |
| JO 2018 Pyeongchang | 20e            | 21e            | Bronze                     |

### Championnats du monde
| Épreuve / Édition           | Individuel     | Individuel     | Individuel            | Par équipes Relais    |
| Épreuve / Édition           | Petit tremplin | Grand tremplin | Départ en ligne       | Par équipes Relais    |
| Mondiaux 2009 Liberec       | 11e            | 11e            | 22e                   | 5e                    |
| Épreuve / Édition           | Individuel     | Individuel     | Par équipes           | Par équipes           |
| Épreuve / Édition           | Petit tremplin | Grand tremplin | Petit tremplin Relais | Grand tremplin Relais |
| Mondiaux 2011 Oslo          | —              | —              | Or                    | Or                    |
| Épreuve / Édition           | Individuel     | Individuel     | Par équipes           | Par équipes           |
| Épreuve / Édition           | Petit tremplin | Grand tremplin | Grand tremplin Sprint | Petit tremplin Relais |
| Mondiaux 2013 Val di Fiemme | 13e            | Argent         | Argent                | 5e                    |
| Mondiaux 2015 Falun         | 7e             | Or             | 7e                    | 5e                    |
| Mondiaux 2017 Lahti         | 7e             | 9e             | 4e                    | Bronze                |
| Mondiaux 2019 Seefeld       | Argent         | 10e            | Bronze                | Déclassé              |

### Coupe du monde
- Meilleur classement général : 4e en 2008, 2012 et 2013.
- Troisième du classement du sprint en 2008.
- 27 podiums individuels : 7 victoires, 9 deuxièmes places et 11 troisièmes places.
- 10 podiums en épreuve par équipes : 2 victoires, 3 deuxièmes places et 5 troisièmes places.

Palmarès à l'issue de la saison 2018-2019

#### Détail des victoires individuelles
| Édition | Épreuve                                    |
| ------- | ------------------------------------------ |
| 2008    | Zakopane (Sprint – HS134 / 7,5 km).        |
| 2008    | Oslo (Gundersen – HS128 / 15 km).          |
| 2012    | Liberec (Gundersen – HS100 / 10 km).       |
| 2013    | Sotchi (Gundersen – HS140 / 10 km).        |
| 2015    | Val di Fiemme (Gundersen – HS134 / 10 km). |
| 2016    | Val di Fiemme (Gundersen – HS134 / 10 km). |
| 2019    | Schonach (Gundersen – HS106 / 10 km).      |

#### Différents classements en Coupe du monde
| Année     | Classement général final |
| 2002-2003 | 46e                      |
| 2004-2005 | 42e                      |
| 2005-2006 | 22e                      |
| 2006-2007 | 17e                      |
| 2007-2008 | 4e                       |
| 2008-2009 | 9e                       |
| 2009-2010 | 16e                      |
| 2010-2011 | 16e                      |
| 2011-2012 | 4e                       |
| 2012-2013 | 4e                       |
| 2013-2014 | 16e                      |
| 2014-2015 | 5e                       |
| 2015-2016 | 7e                       |
| 2016-2017 | 10e                      |
| 2017-2018 | 26e                      |
| 2018-2019 | 16e                      |
| 2019-2020 | 42e                      |

### Universiades
- Médaille d'or du sprint en 2005.
- Médaille d'argent de l'individuel Gundersen en 2005.

### Coupe du monde B
- 8 podiums dont 1 victoire à Park City en 2002.

### Championnats du monde junior
- Médaille de bronze par équipes à  Štrbské Pleso en 2000.

### Grand Prix
- Vainqueur du classement général en 2012 et 2013.
- 3 victoires.

### Championnat d'Autriche
Il est double champion en individuel en 2015.

### Coupe OPA
Bernhard Gruber a remporté la coupe de l'organisation des pays alpins lors de la saison 1999-2000.